# Metopta japonica
Metopta japonica är en fjärilsart som beskrevs av Walker 1865. Metopta japonica ingår i släktet Metopta och familjen nattflyn. Inga underarter finns listade i Catalogue of Life.